# MBC Plus
MBC Plus (кор. MBC 플러스, 엠비씨 플러스) — это Южнокорейская компания, подразделение MBC. Компания представлена на рынке телевещания, СМИ и телекоммуникаций предназначенных для платных провайдеров, таких как Skylife и 'Cable TV'(KCTA).

## Подразделения
- MBC Drama (MBC Drama Net) — драмы и развлекательные программы.
- MBC ESPN — совместный проект с компанией ESPN Star Sports о спорте (профессиональном и любительском).
- MBCGame — киберспорт (сетевые игры, в основном для молодежи).
- MBC EVERY 1 — развлекательный канал, имеющий большое количество различных программ. (Бывший MBC Movies)